# دينيس والش
دينيس والش (بالإنجليزية: Denis Walsh)‏ هو لاعب قذف أيرلندي، ولد في 22 يناير 1965.